# Ermita de San Matías (Castilblanco)
La ermita de San Matías es un templo católico ubicado en el municipio español de Castilblanco, levantado sobre un antiguo descansadero de la Mesta a un kilómetro del núcleo de población. La fecha de su construcción es desconocida. Las primeras evidencias históricas sobre esta ermita datan de su remozado en el siglo XVI.

## Arquitectura

### Exterior
La ermita se realiza de fábrica de sillarejo y consta de una única nave. Ocho contrafuertes de desigual volumen apoyan la construcción por cada costado, soportando la carga horizontal de los arcos interiores. La cara este cuenta con un pórtico sustentado por pilares de ladrillo, cubierto por el mismo faldón de la nave. La puerta de entrada al templo está rematada en ladrillo, con arco de medio punto.

### Interior
El interior de la ermita se muestra sencillo y robusto. La nave se divide en cuatro tramos de distinto volumen con cubierta de madera a dos aguas. El ábside, que dibuja dos arcos de medio punto a cada lado, se cubre con una bóveda de luneta. En el centro se encuentra una pequeña escultura de la Virgen María, y a su derecha una talla del titular del templo, San Matías, la cual se lleva en procesión durante la fiesta de Los Ranchos, que se celebra en el entorno de la ermita.